# Guillermo Rodríguez (wrestler)
Guillermo Rodríguez, conosciuto come Memo Montenegro (San Luis Potosí, 26 giugno 1988), è un wrestler messicano.
Lottava in WWE nel roster di NXT. Fa parte di una famiglia di luchadores, infatti è figlio di Dos Caras, nipote di Mil Máscaras e Sicodelico, cugino di Sicodelico Jr. e fratello di Alberto Del Rio, anch'esso wrestler della WWE.

## Carriera

### WWE

#### NXT (2012 - 2013)
Dopo essere stato allenato da Dos Caras e da suo fratello Alberto Del Rio a Tampa, Rodriguez firma un contratto di sviluppo con la WWE e viene mandato nel settore di sviluppo NXT Wrestling. Nella puntata di NXT del 7 novembre, Montenegro fa il suo esordio televisivo, venendo sconfitto rapidamente da Big E. Langston e subendo un Five Count. Perde ancora contro Xavier Woods il 28 novembre. A luglio 2013, viene licenziato dalla federazione di Stamford.